# Добронравова, Светлана Альбертовна
Светлана Альбертовна Добронравова (род. 25 марта 1954 года в Таганроге) — певица, народная артистка Украины (1994). Обладательница лирическо-драматического сопрано. Награждена Орденом княгини Ольги III и II степени. Солистка Национальной оперы Украины.

## Биография
Светлана Добронравова родилась в Таганроге 25 марта 1954 года. После окончания школы планировала изучать более углубленно физику или математику, но в Ростове-на-Дону не прошла по конкурсу в институт. Через год успешно поступила в Ростовское музыкальное училище, позже стала студенткой Ростовской консерватории. Ее педагогами были Лия Хинчин и Александр Зданович.
Светлана Добронравова после выпуска из Ростовской консерватории, приняла участие в музыкальной ярмарке, которые тогда ежегодно проходили в СССР. В том году ярмарку организовали в Саратове. На эти музыкальные мероприятия съезжались выпускники консерваторий и режиссеры, дирижеры, директора театров. Они подыскивали людей, с которыми бы хотели работать. Талант Светланы Добронравовой заметил главный дирижер Львовской оперы Игорь Лацанич и пригласил ее работать в Украину. Ее дебютом стало исполнение роли Тоски в одноименной опере Дж. Пуччини.
Во Львове певица проработала 7 лет. Изучала украинский язык. Светлана Добронравова исполнила партию в опере «Джоконда» А.Понкьелли, Ярославну в «Князе Игоре» А. Бородина, Венеру в «Тангейзере» Р. Вагнера. После исполнения партии Сантуции в «Сельской чести» П. Масканьи в 1989 году стала солисткой Национальной оперы Украины в Киеве. Вначале в Киеве она выступала как приглашенная солистка, которая подменяла оперную певицу Гизеллу Циполи, когда та не могла выступать. Так со временем появилась возможность постоянной работы в Киеве и перехода в столичную труппу.
Ее репертуар расширился. Теперь она стала исполнять партию Марии и Лизы в «Мазепе» и «Пиковой даме» П.Чайковского, принцессы Эльзы в «Лоэнгрине» Р. Вагнера, Донны Эльвиры в «Дон Жуане» В. А. Моцарта, Аиды в опере Дж. Верди.
Была участницей международного музыкального проекта, который организовал дирижер Мстислав Ростропович. Он подписал контракт с певицей после первого же прослушивания. Светлана Добронравова стала исполнительницей партии в «Екатерине Измайловой». Оперу показывали в Мадриде, Мюнхене, Неаполе, Дижоне, Буэнос-Айресе. В театре «Сан Карло» в Неаполе певица исполнила сложнейшую сцену из оперы Р. Вагнера в «Тристан и Изольда».
В 1994 году ей присвоено звание Народной артистки Украины.
В 2001 году Светлану Добронравову наградили орденом Княгини Ольги III степени.
В 2002 году стала преподавателем Киевского университета культуры и искусств.
Кавалер Ордена Святого Станислава.
В 2004 году певицу наградили Орденом Княгини Ольги II степени.